# Eduardo Astesano
Eduardo B. Astesano (24 de julio de 1913 – 19 de agosto de 1991) fue un político e historiador argentino
Afiliado al Partido Comunista, se graduó de abogado en 1946 en la Universidad Nacional del Litoral en Santa Fe, y siguió un camino similar al de Rodolfo Puiggrós. Miembro del grupo “autocrítico” de Rosario, que fue expulsado del partido en 1946, integró luego el Movimiento obrero comunista (MOC). Editó columnas en "Página de doctrina y teoría política"  y "Examen de conciencia del movimiento" incluidas en El Hombre/ El Soberano, donde se incluían notas firmadas por Luis Alba, Victorio Belavita, Descartes, Dr. Fomara, Benjamín Atala Mansilla entre otros. Dicho semanario sería clausurado durante el régimen del dictador Pedro Eugenio Aramburu y más tarde durante el gobierno de Arturo Frondizi.
Realizó una profusa labor periodística, dirigió el periódico Relevo en los años '60, y en sus numerosos libros de revisión histórica contribuyó a abonar las tesis del nacionalismo de izquierda, con un especial acento indigenista en su última etapa.